# Дюкамп, Жан
Жан Дюкамп, Джованни ди Филиппо дель Кампо, или Джованни дель Кампо (нидерл. Jean Ducamps; итал. Giovanni di Filippo del Campo, Giovanni del Campo) — 1600, Камбре — 1648, Мадрид) — фламандский рисовальщик, живописец и гравёр. Большую часть жизни провёл в Италии, где пользовался известностью благодаря своим религиозным композициям, изображению бытовых сцен и аллегорий в стиле Караваджо.

## Биография
Первый биограф Дюкампа Иоахим фон Зандрарт утверждал в «Немецкой Академии зодчества, ваяния и живописи» (Teutsche Academie der Edlen Bau-, Bild- und Mahlerey-Künste), что художник учился у Абрахама Янсенса в Антверпене. Затем он отправился в Рим, где стал последователем Караваджо. Существуют разные мнения о продолжительности пребывания Дюкампа в Риме. Предлагались следующие даты: с 1622 по 1641 год, с 1626 по 1638 год и с 1622 по 1637 год (также до конца 1636 года).
В Риме Жан Дюкамп активно участвовал в создании объединения «Перелётные птицы» (Bentvueghels), ассоциации преимущественно голландских и фламандских художников, работавших в Риме. Согласно правилу членов общества, он принял новое «кривое» имя «Храбрый» (Braeff). Он неоднократно выступал представителем и защитником общества, а также разрешал разногласия и споры с местными властями. Он выступал в споре с Академией Святого Луки, местной ассоциацией художников в Риме, которая считала своим правом определять, кто может называть себя художником в Риме.
Существуют различные сведения о людях, с которыми Жан Дюкамп общался в Риме в период с 1623 по 1628 год. Некоторые источники сообщают, что с 1626 по 1638 год он жил в доме Питера ван Лара на Виа Маргутта. Питер ван Лар был влиятельным голландским живописцем и гравёром. Он работал в Риме более десяти лет и был известен в основном картинами, изображающими простых римлян; его картины породили жанр живописи, называемый «бамбоччанти».
8 июля 1631 года Дюкамп и его друг Джакомо Кабриоль (Каприола) были вовлечены в пьяную драку. Судебное разбирательство и, возможно, финансовые трудности стали причиной того, что Дюкамп вынужден был покинуть Рим. Около 1637 и 1638 годов, сопровождая Мануэля де Мура Корте Реаль, 2-го маркиза Кастело Родриго, посла Испании в Риме, он уехал в Мадрид. В Мадриде он получал заказы от испанского короля Филиппа IV, а также работал на своих соотечественников из Фландрии, обосновавшихся в Испании, таких как Филипп Франсуа, 1-й герцог Аренбергский. Многие картины в 1649—1650 годах Жан Дюкамп писал в Мадриде совместно с фламандским живописцем Гаспаром ван Эйком.
Неизвестно, когда художник скончался, поскольку его следы в Испании затерялись.

## Творчество
Согласно сведениям Иоахима фон Зандрарта во время своего пребывания в Риме Дюкамп писал в стиле Караваджо и преуспел в религиозных сюжетах, исторических картинах и пейзажах. Он также писал аллегории и картины бытового жанра. Однако художник не подписывал свои произведения, поэтому установить его авторство во многих случаях представляется сложным.
Наиболее известна картина «Аллегория добродетельной любви» (частная коллекция, ранее переданная в аренду Художественной галерее Йельского университета). Эта работа атрибутируется Дюкампу на основании показаний голландского художника Леонарда Брамера в 1672 году. Брамер утверждал, что сорока годами ранее он купил в Риме картину Джованни ди Филиппо дель Кампо, изображающую «стоящего ангела с крыльями, овечьей шкурой вокруг тела и маленькой лавровой короной в руке». Это описание идеально соответствует аллегории добродетельной любви и поэтому было окончательно приписано Дюкампу. Картина стала отправной для других атрибуций.
Итальянский историк искусства Джанни Папи предварительно предложил авторство Дюкампа группе произведений, которые были приписаны анонимному мастеру с именем «Мастер недоверия Святого Фомы», художнику-караваджисту, работавшему в Риме в период 1620—1640 годов. Этому художнику было приписано несколько работ, сгруппированных вокруг картины «Неверие святого Фомы», которые хранятся в Палаццо Валентини в Риме. «Освобождение Святого Петра» также было частью этой группы картин. Эти работы демонстрируют стилевое родство с римскими караваджистами и художниками группы «бамбоччанти».
. Возможно, его также следует отождествлять с Хуаном дель Кампо (Juan del Campo), который работал с Гаспаром ван Эйком в Мадриде и рисовал человеческие фигуры на его морских пейзажах.

## Галерея

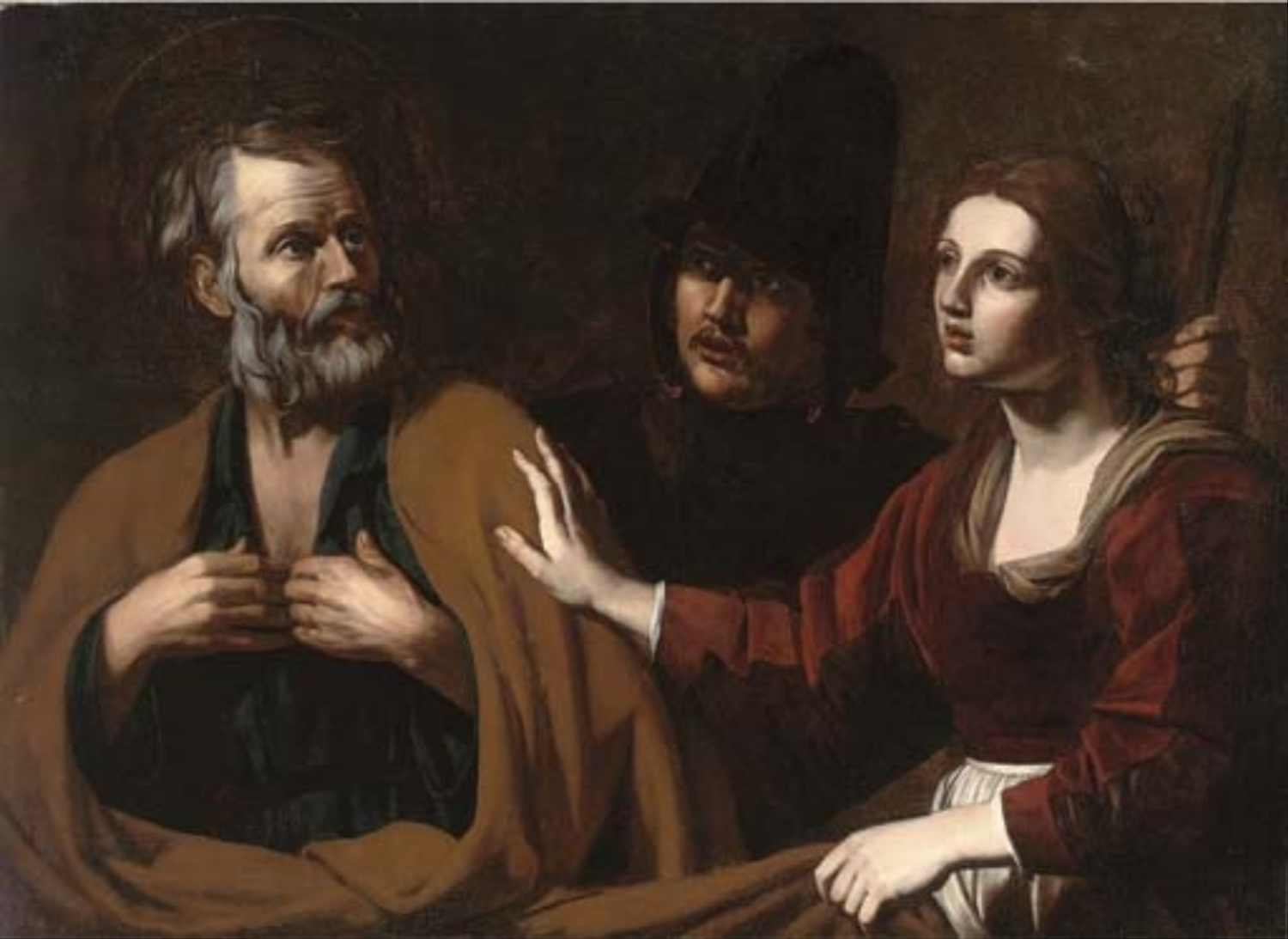
Мастер «Неверия Святого Фомы» или Жан Дюкамп. Отречение Святого Петра. Между 1615 и 1648. Холст, масло. Частное собрание
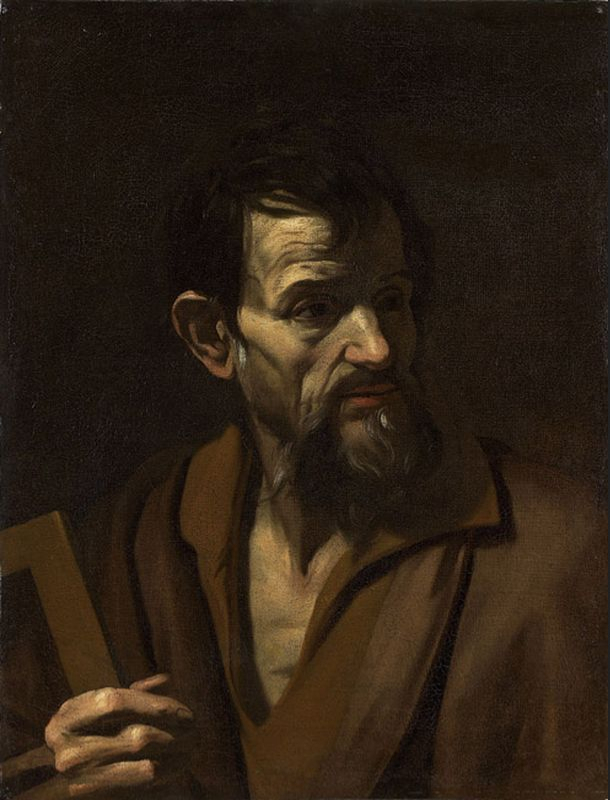
Мастер «Неверия Святого Фомы» или Жан Дюкамп. Святой Матфей. Между 1615 и 1648. Холст, масло. Частное собрание
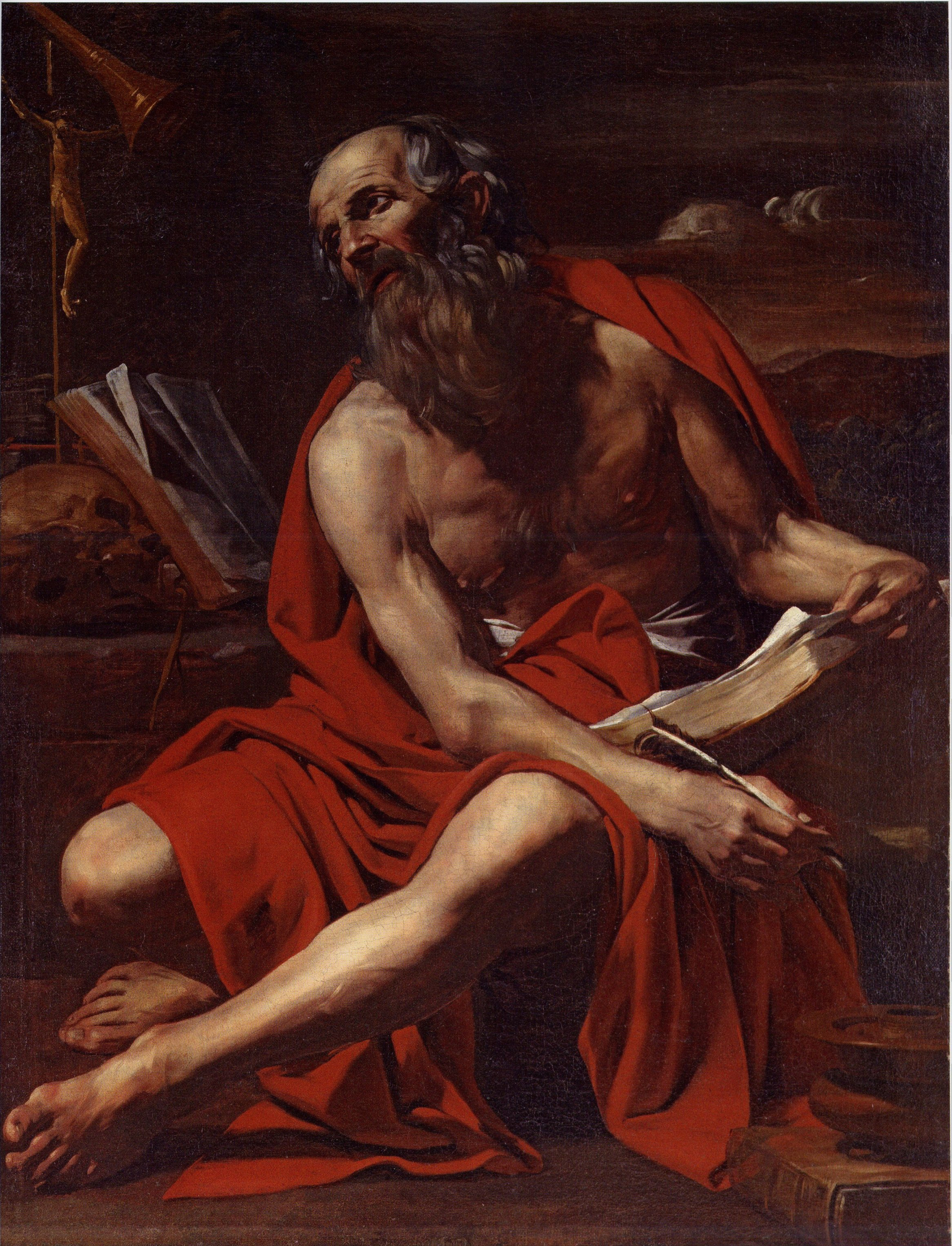
Святой Иероним. Между 1620 и 1638. Холст, масло. Музей Камбре
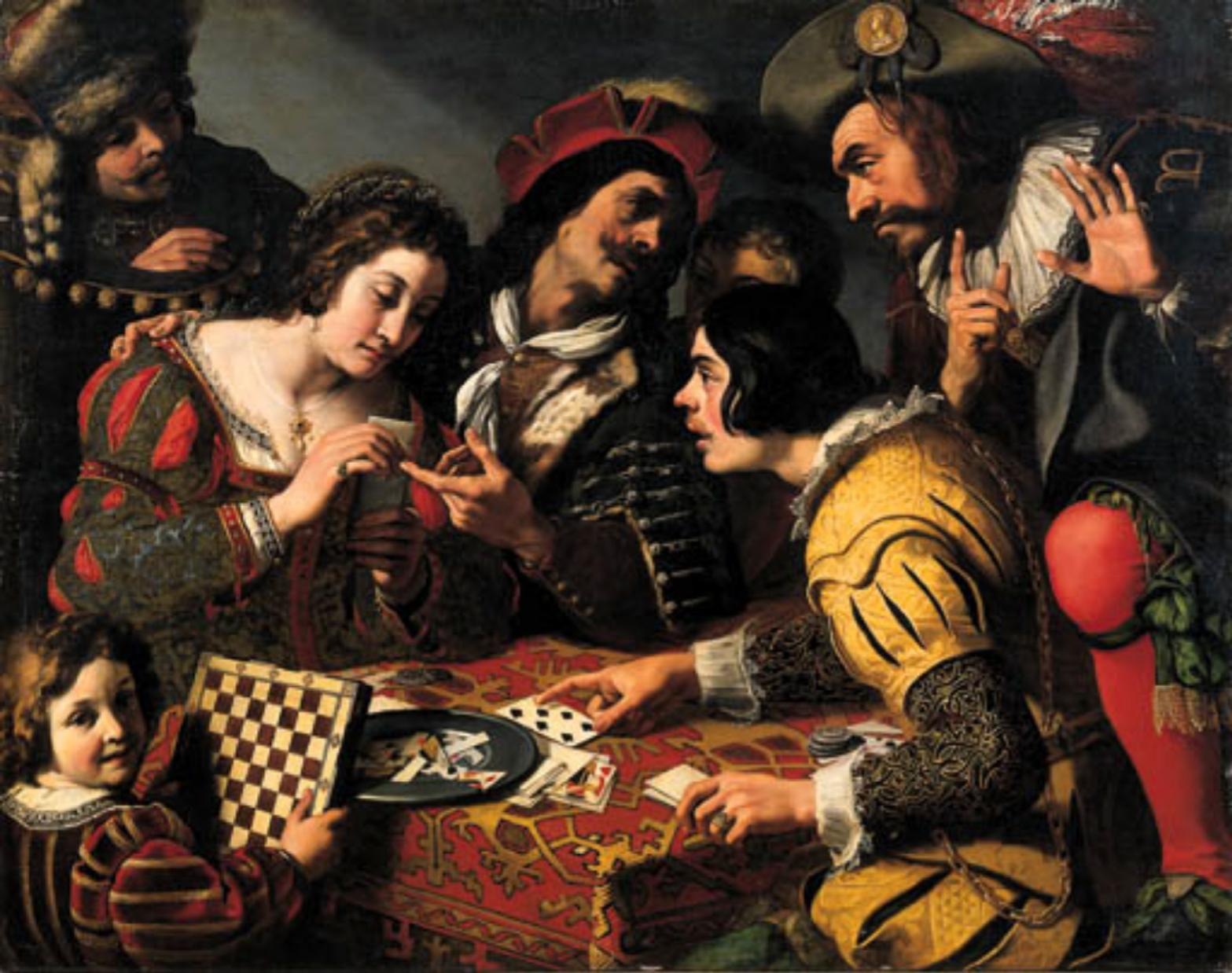
Карточные жулики (атрибутируется). Между 1615 и 1648. Холст, масло. Частное собрание
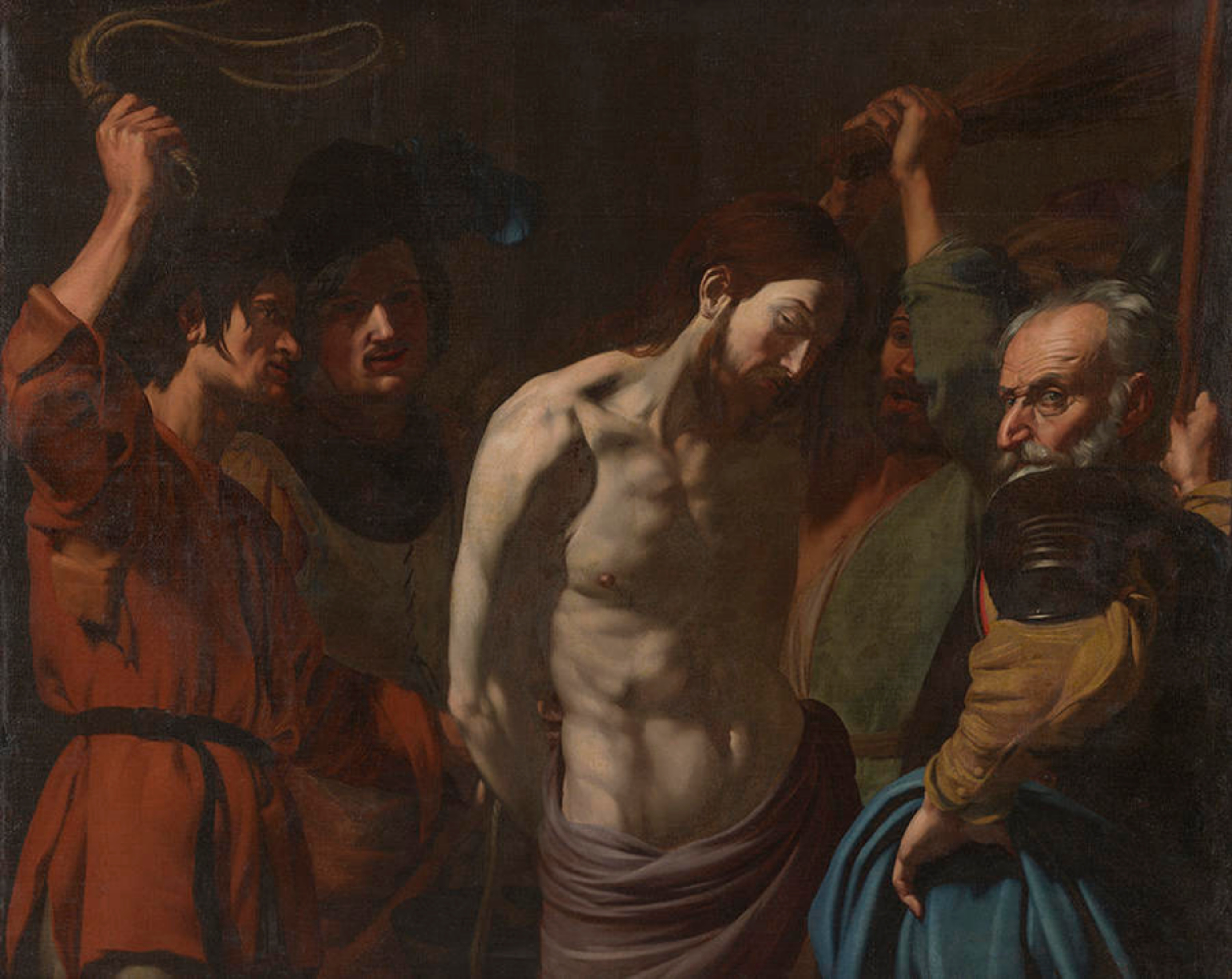
Бичевание Христа (атрибутируется). Ок. 1620. Холст, масло. Художественный музей Род-Айлендской школы дизайна, Провиденс, Род-Айленд, США
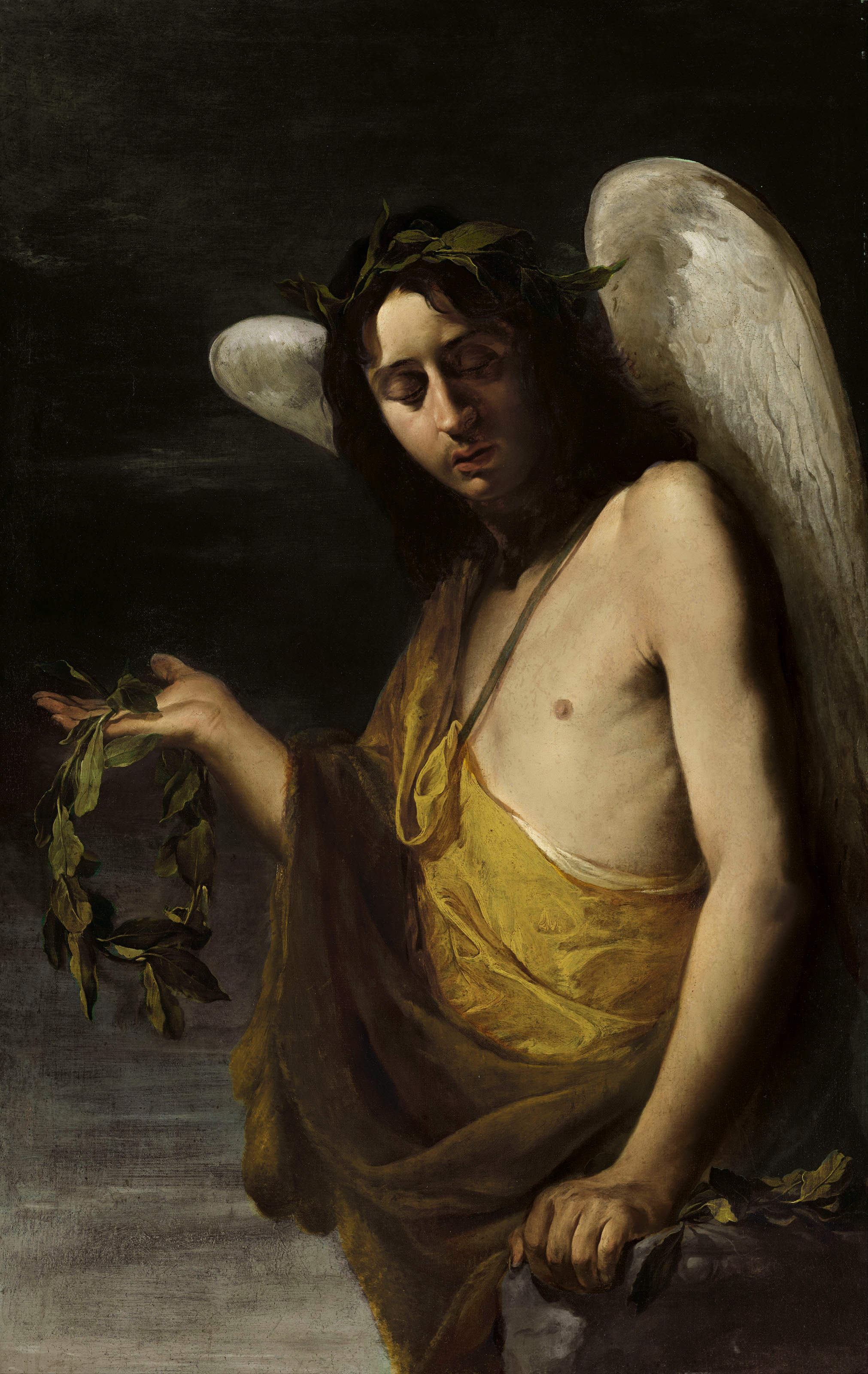
Аллегория добродетельной любви. Между 1620 и 1638. Холст, масло. Частное собрание
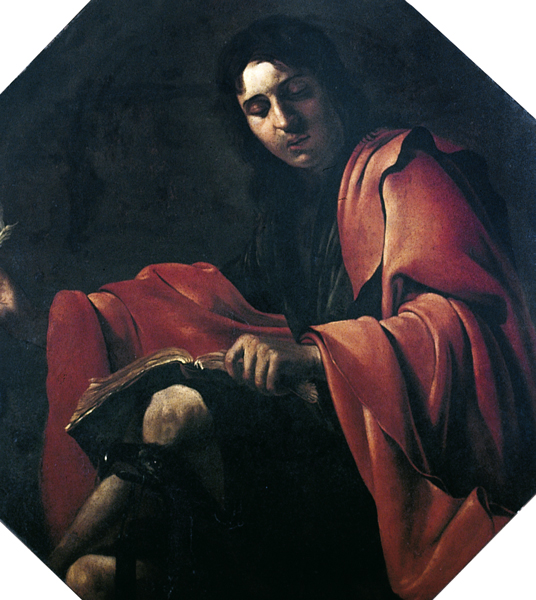
Святой Иоанн Евангелист (атрибутируется). Между 1622 и 1638. Холст, масло. Художественная галерея, Йорк, Великобритания